# Leen Baudonck
Leen Baudonck (26 juni 1998) is een Belgisch waterpoloster.

## Levensloop
Baudonck is actief bij het Gentse KGZV. Met deze club won ze in 2022 en 2023 zowel de landstitel als de Beker van België.
Daarnaast is ze sinds 2018 actief in de nationale ploeg. Met de Black Waves behaalde ze in 2021 een vierde plaats op de European Nations Water Polo Cup in Tsjechië.
Beaudonck studeerde biomedische wetenschappen aan de UGent.